# Serapias frankavillae
Serapias frankavillae är en orkidéart som beskrevs av Cristaudo, Galesi och Richard Michael Lorenz. Serapias frankavillae ingår i släktet Serapias och familjen orkidéer. Inga underarter finns listade i Catalogue of Life.